# Jonathan Jones (Footballspieler, 1997)
Jonathan Carlos Jones (* 18. November 1997 in Florida) ist ein US-amerikanischer American-Football- und Canadian-Football-Spieler. Er spielt auf der Position des Linebacker für die Toronto Argonauts in der Canadian Football League (CFL).

## Karriere
2016 begann Jones an der University of Notre Dame College Football zu spielen. Nachdem er ein Redshirt-Jahr einlegte, kam er 2017 erstmals zum Einsatz er spielte in 13 Spielen, wo er zehn Tackles und ein Tackle für Raumverlust erzielte. In den folgenden zwei Saisons kam er in 25 Spielen zum Einsatz, hauptsächlich in den Special Teams, wo er sechs Tackles erzielte. Nach Erwerb des Bachelors transferierte Jones an die University of Toledo, wo er für die Toledo Rockets spielte. In der durch die Covid-19-Pandemie verkürzten Saison 2020 kam er in allen sechs Spielen zum Einsatz, davon einmal von Beginn an und erzielte 19 Tackles. 2021 führte Jones die Rockets mit 97 Tackles an und erzielte zudem vier Sacks. Dafür wurde er ins 2nd team All-MAC gewählt.
Am 23. Mai 2022 verpflichteten die Toronto Argonauts Jones. Hier schaffte er es in den finalen Kader. Hier spielte er hauptsächlich in den Special Teams, ehe er sich Ende Juli verletzte. Nach seiner Rückkehr wurde er für die letzten vier Saisonspiele zum Starter. Er erzielte 10 Tackles, zwei Interceptions und einen Sack. In den Playoffs gelang ihm mit den Argonauts der Einzug in den 109th Grey Cup. Diesen gewannen sie.